# Omar Nazar
Omar Nazar (né le 1er novembre 1978 à Kaboul en Afghanistan) est un joueur international de football afghan.